# Andrew Jackson Higgins

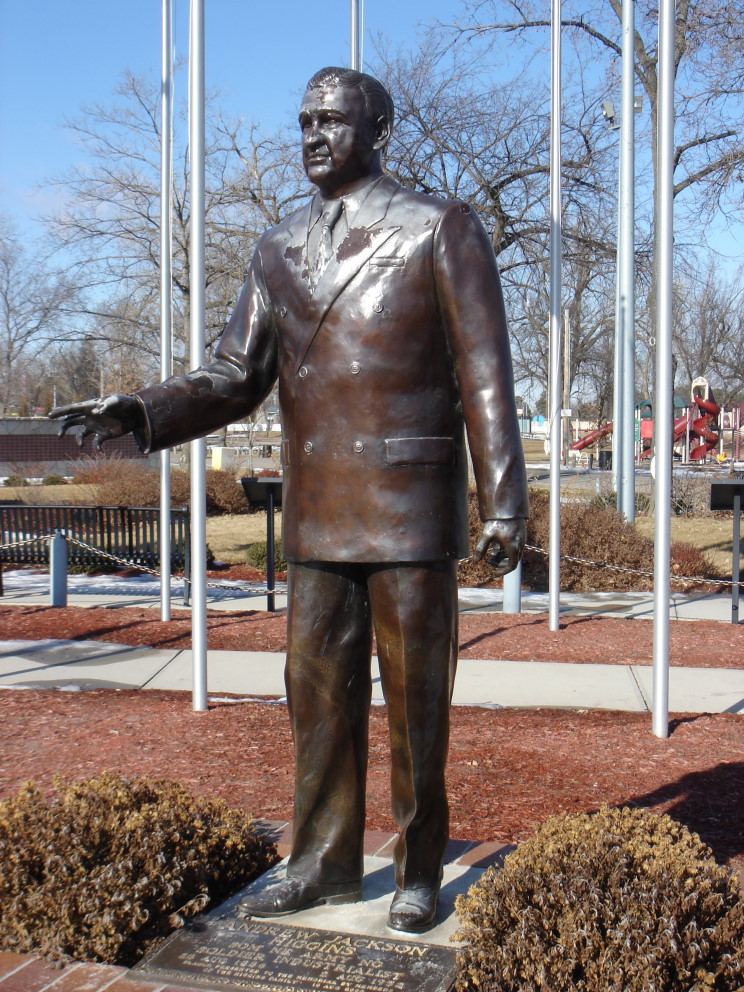
Statue von Andrew Jackson Higgins

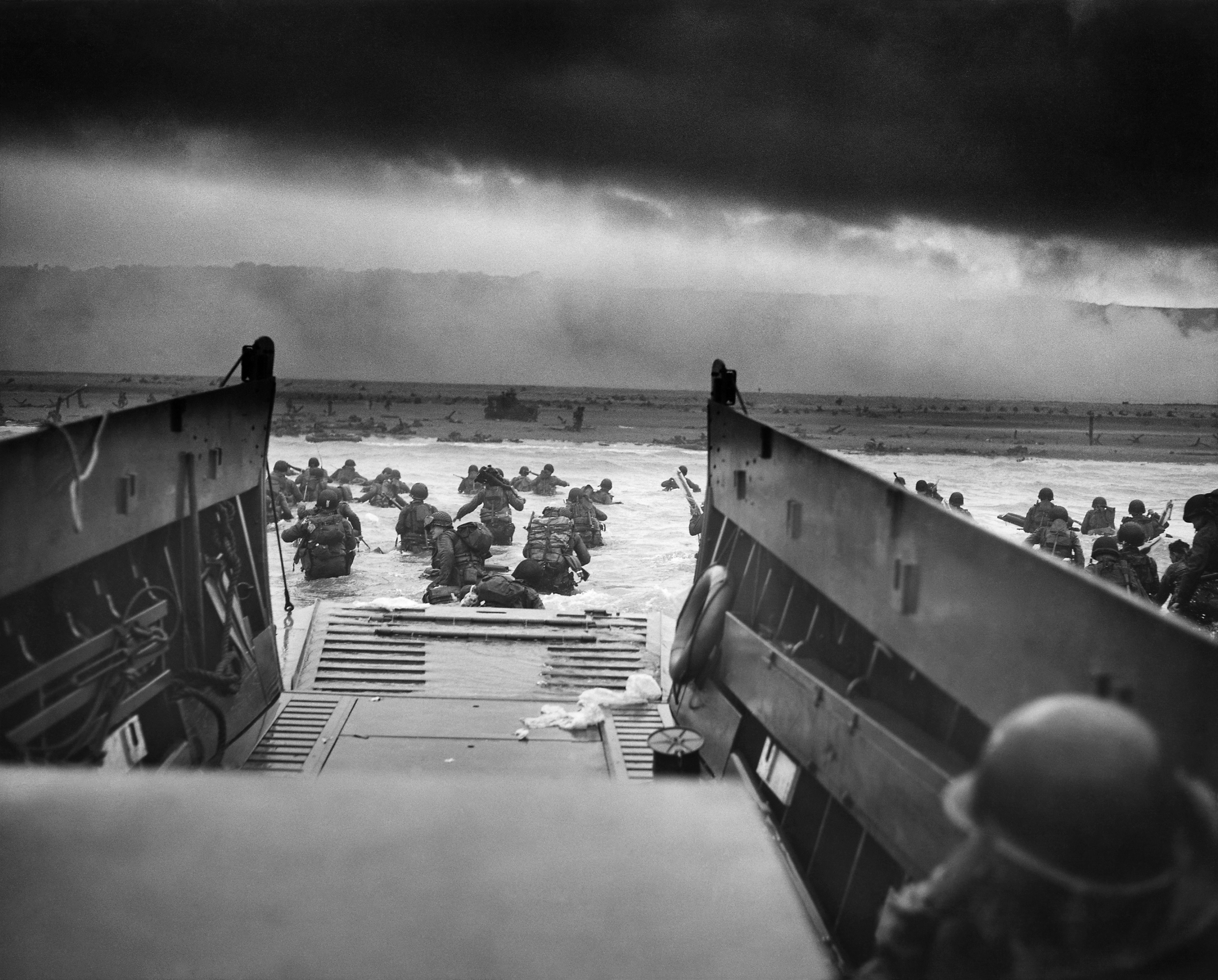
Into the Jaws of Death: Blick aus einem Higginsboot am D-Day, Amerikaner landen am Omaha Beach

Andrew Jackson Higgins (* 28. August 1886 in Columbus, Nebraska; † 1. August 1952 in New Orleans, Louisiana) war der Gründer und Besitzer von Higgins Industries in New Orleans. Er entwickelte das sogenannte Higgins-Boot. Dabei handelt es sich um ein LCVP, ein Landungsboot, das von der US-Armee bei der Landung in der Normandie am D-Day eingesetzt wurde. Aus diesem Grund nannte Dwight D. Eisenhower Higgins „den Mann, der den Krieg für uns gewann“.

## Leben
1906 verließ er seine Heimatstadt Columbus, um in Mobile, Alabama im Bauholzgewerbe zu arbeiten. Vier Jahre später wurde er Manager einer deutschen Firma in New Orleans, die Bauholz importierte und bereits 1922 gründete er die Higgins Lumber and Export Company, die Hartholz von den Philippinen, Mittelamerika und Afrika importierte sowie Kiefern- und Zypressenholz exportierte. Er baute eine Flotte von Segelschiffen auf, die zu ihrer Zeit die größte Flotte der USA war. Um die Flotte zu warten, baute er ebenfalls eine eigene Werft. 1926 kreierte er das sogenannte Eureka Boot, ein Boot mit wenig Tiefgang, das von Ölsuchern und Trappern an der Golfküste und im Unterlauf des Mississippi eingesetzt wurde. Durch die Versenkung des Antriebspropellers in einer Halbröhre im Bootskörper konnte dieses Boot in flachen Gewässern betrieben werden, wo andere Bauarten nutzlos waren. Higgins entwickelte auch eine spezielle Bugform für dieses Boot, die es ermöglichte das Boot problemlos auf eine Sandbank zu fahren und danach rückwärts wieder herunterzuziehen. Innerhalb eines Jahrzehnts perfektionierte er das Boot so weit, dass es sehr hohe Geschwindigkeiten in flachen Gewässern erreichen und praktisch auf der Stelle wenden konnte.
Harter Wettbewerb, der rezessive Welthandel und der zunehmende Einsatz von Dampfschiffen drängten die Lumber and Export Company aus dem Markt. Higgins schaffte es jedoch, seine 1930 gegründete Werft Higgins Industries im Geschäft zu halten, indem er Motorboote, Schlepper und Leichter nicht nur für Firmen und Privatleute, sondern auch für die U.S. Küstenwache baute.
Zusätzlich begann das U.S. Marine Corps, sich für das Higgins-Boot zu interessieren. Bei Tests durch die U.S. Navy und das Marine Corps übertraf das Boot die Leistungen der Navy-eigenen Entwicklung und wurde bei Flottenlandungsübungen im Februar 1939 erneut getestet. Obwohl es in den meisten Bereichen überzeugte, bestand ein großer Nachteil darin, dass Soldaten und Ausrüstung über die Seite des Boots ausgeladen werden mussten und so in einer Kampfsituation feindlichem Beschuss ausgesetzt waren.
Zu diesem Zeitpunkt hatten Beobachter der Navy und des Marine Corps festgestellt, dass die Kaiserlich Japanische Marine im Zweiten Chinesisch-Japanischen Krieg seit 1937 Landungsboote mit einer Bugklappe einsetzte. Als Higgins ein Foto dieser Boote vorgelegt wurde, setzte er sich mit seinem Chefingenieur in Verbindung, beschrieb ihm das japanische Design am Telefon und veranlasste ihn, bis zu seiner Rückkehr nach New Orleans ein Modell eines solchen Bootes zu entwickeln.
Innerhalb eines Monats zeigten Tests dieses neuen Eureka Bootes mit Bugklappe im Pontchartrain-See, dass ein solches Boot einsetzbar war. Es wurde daraufhin zum bekannten LCVP weiterentwickelt.
Während des Zweiten Weltkriegs, entwickelte Higgins Industries ein weites Spektrum an Ausrüstung für die Navy. Darunter befanden sich Landungsboote, Motortorpedoboote, Torpedorohre, Geschütztürme und Rauchgeneratoren. Über 20.000 Boote wurden während des Krieges gebaut. Kurz nach dem Krieg wurde die Firma geschlossen.
Higgins hielt insgesamt dreißig Patente. Nach seinem Tod wurde er auf dem Metairie Friedhof in New Orleans beerdigt.
1987 erhielt ein Öltanker zu seinen Ehren den Namen USNS Andrew J. Higgins. Außerdem wurde ein elf Kilometer langes Teilstück der U.S. Route 81 im Süden seiner Heimatstadt Columbus Andrew Jackson Higgins Expressway benannt. 2019 wurde Higgins posthum in die National Inventors Hall of Fame aufgenommen.